# 青い眼の人形 (映画)
『青い眼の人形』（あおいめのにんぎょう）は、1926年（大正15年）製作・公開、マキノ正博監督による日本のサイレント映画、現代劇である。マキノの監督デビュー作であるが、富沢進郎の名義で公開された。

## 略歴・概要
1926年（大正15年）、当時満18歳だったマキノ正博（のちのマキノ雅弘）が脚本を書き、マキノ・プロダクションの経営者であり父親である牧野省三に渡したところ、褒められ、周囲もよいと言った。前年の1925年（大正14年）に監督としてデビューしていた富沢進郎が撮りたいといい、富沢監督で企画が進んだ。準備段階で富沢が病気になり、省三にマキノ自身が監督するよう命じられた。そのかわり、出来がよければ富沢名義、出来が悪ければ責任を取ってマキノ名義にするという条件である。完成し、試写を行ったところ、省三は「タイトルは富沢進郎」と言ったのだと、のちに1988年（昭和63年）、日本映画監督協会の行ったインタヴューに応えてマキノ自身が語った。
マキノの話によれば、富沢は病気で降板したということだが、本作の公開の1週間後、富沢のべつの監督作『勝てば官軍』が公開されている。脚本にクレジットされている久保為義については言及されていないが、本作の公開の2か月後、久保の脚本、富沢の監督、マキノの出演作『メリケン物語』が公開されている。
本作はギャング映画で、荒木忍と都賀一司が演じる父子がギャングに追われる話である。タイトルは1921年（大正10年）に野口雨情が歌詞を発表し、本居長世が作曲して当時流行していた童謡『青い眼の人形 (楽曲)』から取られた。

## スタッフ・作品データ
- 総指揮 : マキノ省三
- 監督 : 富沢進郎、マキノ正博
- 原作 : マキノ正博
- 脚色 : 久保為義
- 撮影 : 松田定次

- 製作 : マキノ・プロダクション御室撮影所
- 上映時間（巻数） : 6巻
- フォーマット : 白黒映画 - スタンダードサイズ（1.33:1） - サイレント映画
- 初回興行 : 浅草・千代田館

## キャスト
- 荒木忍 - 老人内田幸吉
- 都賀一司 - その子和夫
- 鹿島陽之助 - 青年英謙二
- 東郷久義 - 探偵沖
- 広田昴 - 無頼漢主領健造
- 時岡八千代 - その妻（元幸吉妻）敬子
- 五十川鈴子 - 千ちゃんと呼ぶ孤児

## 註
1. 1 2 3 4 5 6 7  わが映画人生 / マキノ雅裕監督、日本映画監督協会、1988年10月27日、2009年11月4日閲覧。
2. ↑  富沢進郎、日本映画データベース、2009年11月4日閲覧。
3. ↑  久保為義、日本映画データベース、2009年11月4日閲覧。